# Esplai (revista)
Esplai: Il·lustració catalana és una revista literària i artística que va néixer a Catalunya l’1 de novembre de 1931 i va finalitzar el 19 de juliol de 1936. Inicialment, es publicava com un suplement dominical del diari “El Matí”, però a partir de 1934 va començar a ser un mitjà independent. Pel que fa a la seva ideologia, tenia un fort caràcter religiós i, posteriorment, un fort esperit catalanista. Es caracteritzava principalment per la gran quantitat d’il·lustracions que acompanyaven els textos, sent així una de les primeres revistes il·lustratives del període de la Segona República.

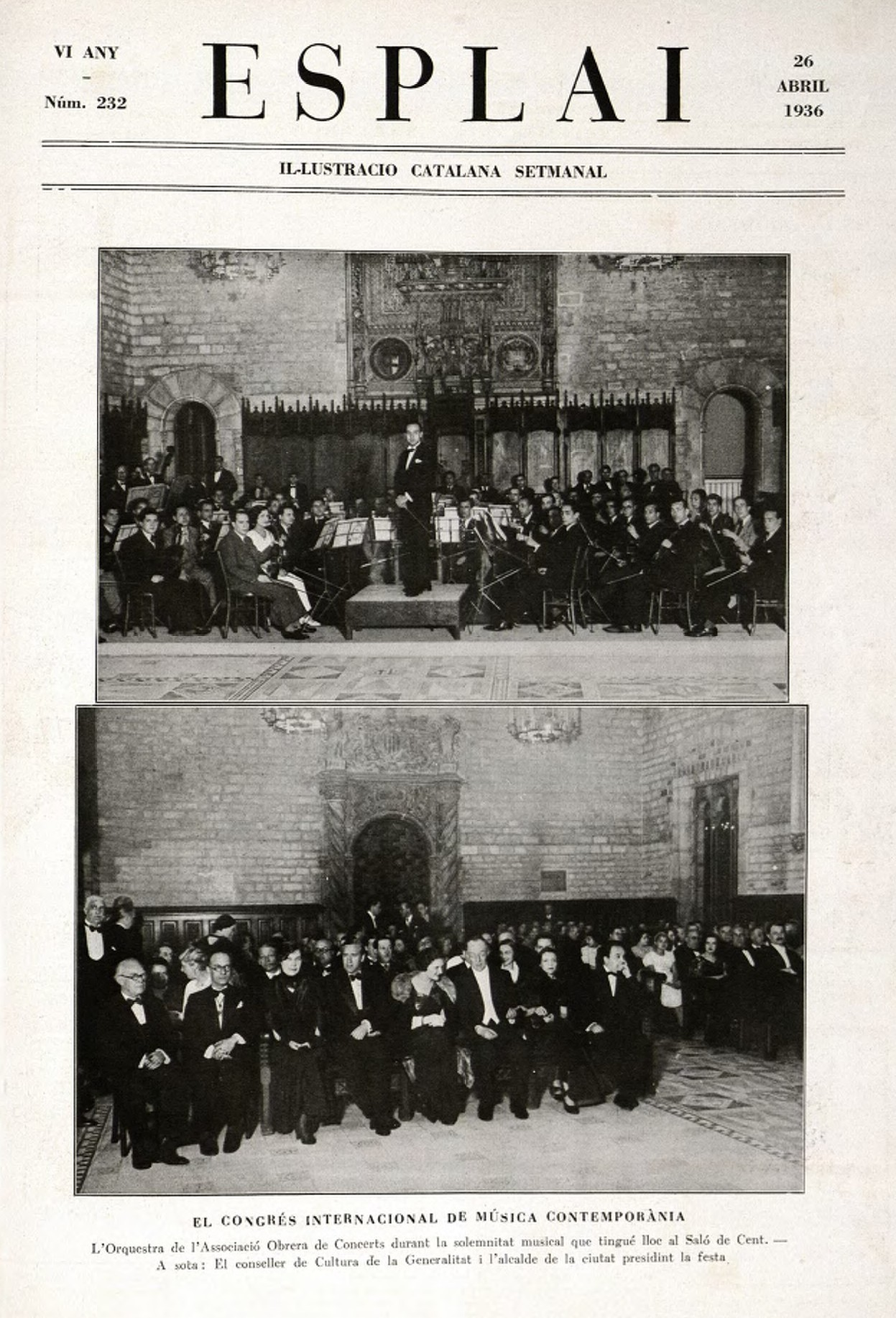
Portada de la Revista

La inestabilitat política durant els anys de la República a Catalunya després de la dictadura van provocar una disminució de la intensitat en la literatura. No obstant això, les revistes literàries i artístiques publicades en el període republicà són de gran importància, i Esplai és una d’elles.
La revista va passar per tres formats diferents durant el seu cicle vital que delimiten les tres etapes principals per les quals va passar la revista:
- 1931: 12 pàgines, 3 columnes i un format de 340 x 250 mm
- A partir de març de 1932: 8 pàgines, 4 columnes i un format de 505 x 250 mm
- A partir de gener de 1934: 20 pàgines, 3 columnes i un format de 385 x 280 mm

## Història i evolució

### Naixement
La revista es va començar a publicar l’any 1931 com a suplement dominical del diari “El Matí” dos anys després de la seva fundació. La direcció del diari estava a càrrec de Josep M. Capdevila, Josep M. Junoy. Els redactors del diari també prenien part en la redacció de la revista, com és el cas de Maria Perpinyà. No s'especifica en cap moment qui és el director de la revista ni els seus responsables principals.
Tal com s'indica en el seu primer número, la revista es crea amb l’objectiu de seguir el  model de premsa més tradicional, sense gaires innovacions. És per això que es presenten com una revista senzilla i modesta. El nom del suplement, Esplai, ve donat perquè pretenien aportar als lectors “una estona d’amical conversa”, com un espai on el lector pogués gaudir del seu temps lliure, creant així una analogia amb el concepte d’esplai. La revista destaca per la gran quantitat d’il·lustracions que l’acompanyaran durant totes les publicacions, així com conté articles literaris, curiositats, contes, anècdotes, secció de notícies, notes diverses...etc. La part gràfica de la revista està formada per caricatures, obres d’art i dibuixos de reconeguts artistes, mentre que en la part literària trobem textos de la mà de J. Ruiz Manent, Aureli Capmany, J.Civera i Sormaní, Lluis Tintoré i Mercader, Maria Perpinyà, Maurici Serrahima, J.M. Batista i Roca, entre d'altres.
La revista pertanyia al diari El Matí i és per això que tenia un tarannà tradicional i catòlic. En les seves pàgines, a més de tractar temes actuals també exalta els principis cristians i en potencia la seva difusió. Cal destacar l’important rol que donava a la dona en el catolicisme, expressant i potenciant els ideals de gènere tradicionals.

### Primera etapa: novembre de 1931 – març de 1932
Inicialment, la revista es presentava amb el títol d'Esplai: revista popular, suplement d'“El Matí”. És en el primer any de la revista on es veu més definit el sentiment catòlic i tradicionalista que s'anirà perdent amb els anys.
És important recalcar el context polític en el que es troba Catalunya quan la revista va començar: l’inici de la Segona República, concretament durant el bienni progressista. Aquest període està caracteritzat per la seva ideologia republicana i liberal. Aquest sistema polític defens uns valors que s'allunyen del tradicionalisme, la qual cosa contrasta amb el corrent ideològic de la revista durant aquesta primera etapa.
En aquesta primera etapa, trobem escrits en la revista articles d’actualitat, notícies, textos científics, contes, anècdotes, curiositats, il·lustracions humorístiques... etc.

### Segona etapa: març de 1932 – gener de 1934
En aquest mes, concretament en el número 014 la revista va patir un canvi de subtítol i va passar a anomenar-se Esplai: suplement il·lustrat d’ “El Matí”. Aquest canvi de subtítol va provocar un canvi en el contingut de la revista i el seu format. A més, en aquest segon període, la revista s'allunya lleugerament del tarannà religiós i tradicionalista característic del diari al qual pertany.
El juliol de 1933, concretament l’últim número d’aquest més, el 087, la revista va experimentar altre cop un tercer canvi en el seu subtítol i va ser subtitulada com “publicació il·lustrada dels diumenges”, la qual cosa va ser innovadora, ja que era la primera vegada que no es mencionava el diari. Pel que fa al contingut de la revista, no va canviar gaire, es van suprimir algunes seccions com ara “Panorama internacional il·lustrat” i es va treure la propaganda que la revista feia de l’associació d’amics del matí. Aquests canvis podrien donar peu a pensar que la revista volia tenir més independència del diari.

### Tercera etapa: gener de 1934 – juliol de 1936
A partir de 1934 la revista deixa de formar part del diari “El Matí” i comença a ser un mitjà independent. Aquest fet es va poder dur a terme gràcies a la bona acollida de la revista entre els seus lectors, la qual cosa va donar lloc al fet que aquesta no necessités un diari i pogués viure per si mateixa. La revista va començar a ser impresa als tallers de Costa, situats a Nou de la Rambla, 45, on també s'havien imprès setmanaris populars. A més, el canvi de subtítol no només declarava el mitjà com a producte independent, sinó que també va provocar un increment de la seva popularitat entre la població. La revista tenia un preu de subscripció mensual de 2,50 pessetes, però a finals d’any el preu va disminuir a 2.
La separació amb El Matí va provocar un canvi radical en la revista en tots els sentits; el format, va passar a ser de 20 pàgines, 3 columnes i amb unes mides de 385 x 280 mm, es van introduir noves seccions i la revista va començar a tenir una nova orientació ideològica que reivindicava la cultura i el territori català, tanmateix, encara que aquest fos el missatge principal, no es va deixar de banda la temàtica religiosa i es seguien tractant temes cristians; hi ha articles en els quals s'exalta i el poder i beneficies de l'església encara que no es fa amb un caràcter tan tradicional com quan pertanyia al diari “El Matí”, sinó mes amb una finalitat informativa sobre fets eclesiàstics.
El primer número va ser publicat el 7 de gener (núm. 110) i en aquest hi dediquen un apartat als lectors en el que parlen de la nova versió de la revista i aprofiten per fer una crítica a la premsa il·lustrada de l’època, que segons Esplai, degradava el seu públic. Expressen que volen fer una premsa il·lustrativa, literària, informativa i intel·lectual que satisfaci les necessitats dels lectors alhora que el fan passar una bona estona.
En aquesta primera publicació, dediquen un espai a la seva editorial, Edicions i publicacions SPES S.A., i aquesta va donar en la revista el missatge següent:

“Edicions i publicacions SPES S.A., editora d’ESPLAI, confia en que el seu esforç per transformar aquesta revista en una gran il·lustració catalana, es veurà correspost pels patriotes catalans, que fomentaran la seva difusió l’afavoriran amb els anuncis de llurs activitats i empreses”

Cal destacar també la doble funció que tindrà la publicitat en la revista a partir d’aquell moment, ja que no només servirà com a font de finançament, sinó que també s'utilitzarà per promocionar productes i empreses del territori català.

### Final
Esplai: Il·lustració catalana va fer la seva última edició el 19 de juliol de 1936. En cap moment la revista va donar declaracions ni va justificar el motiu de la seva finalització. Tanmateix, observant el període històric en el que es troba el tancament, es podria pensar que el final de la revista ve donat per l’inici de la guerra civil espanyola el 17 de juliol de l’any 1936, dos dies abans de l’última edició

## Continguts i seccions

### Primera etapa: novembre de 1931 – març de 1932
En el primer any hi destaquen les següents seccions:
- Feminitats: escrit habitualment per Maria Perpinyà, parla sobre el rol que té o hauria de tenir la dona en el catolicisme
- El nostre conte: s'acostumen a relatar contes amb alguna il·lustració.
- Les modes: es parla de les tendències de moda en l’època, aquesta secció estava escrita per Marius
- Panorama universal i Actualitat espanyola: ambdues seccions parlaven de fets actuals de l’època, tant a escala nacional com internacional. Posteriorment es van unir en una secció anomenada “els fets de la setmana”, que es dividia en dos apartats, “espanyol” i “universal”.
- Llibres per la família: es donaven consells familiars, generalment orientats a l’àmbit religiós,
- Sóc cristiana: Les publicava un fragment narratiu escrit per I.J. Kraszewski que continuava cada setmana
- Anècdotes verdaguerianes: es publicaven anècdotes que l’autor havien tingut amb Jacint Verdaguer, generalment estaven escrites per Lluis Tintoré i Mercader, ja que era pròxim a l'escriptor.
- Pobles de Catalunya: es parlaven de fets i dades de certs pobles catalans
- Correu literari: es publicaven breus poemes i narracions

Cal destacar que aquestes seccions no necessàriament havien d’aparèixer en tots els números de la revista, ja que de vegades les notícies ocupaven el paper més rellevant i s'havien de retallar altres sectors per tal de seguir el format predeterminat. A més, en les revistes es publicaven notícies i esdeveniments religiosos que no pertanyien a cap secció en especial. Al final, sempre s'acostumaven a publicar vinyetes de caràcter humorístic.
Durant el primer any gairebé no hi ha modificacions en el contingut de la revista, llevat del canvi de nom en algunes seccions com ara “Panorama universal” que va passar a anomenar-se “Els fets de la setmana” o “Pobles de Catalunya” que es va acabar dient “Bells indrets de Catalunya”, entre d'altres.
En la revista també s'introduïa publicitat de diverses empreses i sempre hi havia un petit apartat on feien propaganda del diari per tal que el lector s'unís a “l’associació d’amics d’El Matí”. La revista no es va publicar les últimes setmanes de desembre de 1931 i es va tornar a publicar la primera setmana de gener l’any següent.

### Segona etapa: març de 1932 – gener de 1934
El mes de Març les seccions van canviar radicalment, la revista estava introduïda per una secció d’actualitat que tractava temes polítics, econòmics culturals i religiosos en l’àmbit espanyol i internacional. Seguidament, s'introduïa un conte d’algun autor reconegut acompanyat d’una il·lustració, en aquesta secció també aprofitaven per anunciar el conte que publicarien el diumenge següent.
A més d’aquests dos apartats hi destaquen les següents seccions:
- Caricatures, anècdotes i curiositats: s'indicaven dades curioses sobre algun fet, en aquesta secció era habitual trobar-se nombroses il·lustracions d’artistes reconeguts acompanyant la informació
- Narració: es dedicaven una o dues planes a una narració d’algun escriptor reconegut
- Indicacions pràctiques i notes diverses: es donaven petites informacions sobre temes diversos i curiosos que havien passat recentment
- Panorama internacional il·lustrat: es donava informació de fets internacionals acompanyats d’una il·lustració d’un mapamundi caricaturitzat
- Esplai: es publicava alguna notícia o fet curiós

Tal com passava anteriorment, a cada revista s'incloïen dades, notícies i articles que no han de formar necessàriament part de cap de les seccions ja mencionades.
En comparació amb l’any anterior, s'observa una distribució més ordenada i estable del contingut. El canvi de subtítol (ed. 087) també va anar acompanyat d’un canvi de format: la revista tenia 8 pàgines, 4 columnes i unes mesures de 505 x 250 mm.

### Tercera etapa: gener de 1934 – juliol de 1936
Va disminuir el nombre d’il·lustracions que inicialment caracteritzaven la revista i es van introduir nombroses fotografies que acompanyaven els textos i en facilitaven la seva comprensió. A més, les fotografies aportaven veracitat a allò que s'estava dient, ja que comprovaven els fets de manera objectiva.
Pel que fa a l’organització de continguts, la revista començava amb la portada habitual, precedida de la secció de “caricatures, anècdotes i curiositats”, la qual es mantenia igual que en les edicions passades. Seguidament, en algunes ocasions hi havia un anunci que ocupava tota una plana.

És a partir d’aquí on destaquen les seccions següents:
- Il·lustració catalana setmanal: es publicaven fotografies fetes per catalans sobre alguna notícia recent, tant en l’àmbit nacional com internacional

- Qüestions del dia: formada principalment per notícies de temes actuals de diversos àmbits, principalment es parlava de persones reconegudes de Catalunya, temes religiosos, socials i polítics.
- Labors: aquesta secció va ser inclosa posteriorment. Es parlava de costura o es donaven consells sobre diferents tècniques de bordatge, dissenys i altres dades relacionades. En aquesta plana també havia un anunci de grans dimensions que anava dirigit a públic femení.
- Contes d’esplai: es relataven contes acompanyats d’il·lustracions
- Indicacions pràctiques i notes diverses: es mantenia igual que anteriorment
- Carnet Medical: es donaven consells de salut o es parlava de qüestions de biologia orientades a un públic no especialitzat, les dades d’aquesta secció podien resultar útils o curioses al lector.

Aquestes seccions no apareixien sempre a tots els números de la revista.
L’any 1935 la revista es va mantenir generalment igual, no obstant això es van produir tres modificacions: en primer lloc, es va introduir una secció de cinema en “qüestions del dia”; en segon lloc, els títols de la portada van començar a ser impresos en color; i, per acabar, es va introduir una nova secció d’una plana en la qual només hi apareixien imatges.

Finalment, l’any 1936 tampoc es van produir gaires canvis; el preu de la subscripció mensual va tornar a pujar a 2,50 pessetes, va augmentar el nombre d’elements fotogràfics en la revista i es va introduir la secció de “la moda”, molt similar a la secció de “les modes”, escrita per Marius, que va fer la revista en el seu primer any.

## Directors i col·laboradors
Es desconeixen els directors de la revista. Tot i així el director d’“El Matí”, diari al que pertanyia la revista és Josep Maria Capdevila.

### Il·lustradors
- Joan Junceda

### Escriptors i redactors
- J. Ruiz Manent
- Aureli Capmany
- J.Civera i Sormaní
- Lluis Tintoré i Mercader
- Maria Perpinyà
- Maurici Serrahima: Amic de Josep Maria Capdevila. Escollia els contes per a publicar-los a la revista. El conte escollit era d’autor català o bé traduït i enviava el relat per a que posteriorment pogués ser il·lustrat
- J.M. Batista i Roca

També hi havia escriptors i il·lustradors que apareixien de manera esporàdica, però aquests eren uns dels més habituals.